# Hymenozetes stellifer
Hymenozetes stellifer är en kvalsterart som beskrevs av Sandór Mahunka 1999. Hymenozetes stellifer ingår i släktet Hymenozetes och familjen Microzetidae. Inga underarter finns listade i Catalogue of Life.